# TRIZ
"Tips" omdirigeras hit. Ett tips kan också betyda en åsikt eller rekommendation avsedd att vara en vägledning. För spelprodukten, se stryktips.
TRIZ är en rysk akronym "теория решения изобретательских задач" (Teoria reshenija izobretatjelskich zadacz), vilket betyder "Teori för innovativ problemlösning". På engelska blir det "Theory of solving inventive problems" eller "Theory of inventive problem solving" varför en annan vanlig akronym är TIPS. 
TRIZ är ett systematiserat sätt att generera verkliga, genialiska lösningar på allehanda tekniska problem. Detta i motsats till kompromisser. Från början togs metoden fram av en ryss, Genrich Altshuller. Metoden innehåller flera stöddelar som man kan komplettera med, beroende på vilka problem man vill lösa, bland annat en sammanställning av alla fysikaliska och kemiska effekter som man känner till. Typiskt för metoden är att den bidrar till lösningar på motstridiga önskemål.